# 薩永
薩永（法語：Saillon，法語發音：[sajɔ̃]）是瑞士瓦萊州西部的一个市镇。2017年入选瑞士最美村落。

## 地理
薩永地处罗纳河北岸，面積13.74平方公里，海拔高度510米。

## 人口
2011年人口2,236，八成人口信奉羅馬天主教，人口密度每平方公里163人。

## 外部連結
- 官方网站 （页面存档备份，存于） （法文）